# Procambarus fitzpatricki
Procambarus fitzpatricki, đôi khi được gọi là spinytail crayfish, là một loài tôm sông trong họ Cambaridae. Nó là loài đặc hữu của miền nam Mississippi, giữa Sông Wolf và sông Pascagoula, và được xếp vào danh sách các loài ít quan tâm trong sách Đỏ. 
Nó là loài duy nhất trong phân chi Procambarus (Acucauda).